# Tibor Tatai
Tibor Tatai (n. 4 august 1944, Gyöngyösfalu, Districtul Kőszeg, Vas, Ungaria) este un canoist ce a reprezentat Ungaria, medaliat olimpic. A participat la o ediție a Jocurilor Olimpice (1968) în care a câștigat o medalie de aur.